# Aegir (mjesec)
Aegir (također Saturn XXXVI, Ægir) je prirodni satelit planeta Saturn iz Nordijske grupe, s oko 6 kilometara u promjeru i orbitalnim periodom od 1025,908 dana.